# 3851 Alhambra
3851 Alhambra è un asteroide della fascia principale. Scoperto nel 1986, presenta un'orbita caratterizzata da un semiasse maggiore pari a 2,1744332 UA e da un'eccentricità di 0,0641228, inclinata di 4,62976° rispetto all'eclittica.